# ديريك نيدام
ديريك نيدام (بالإنجليزية: Derek Needham)‏ مواليد 20 أكتوبر 1990 في دالتون، هو لاعب كرة سلة أمريكي. بدأ مسيرته الاحترافية في سنة 2013. يلعب مع بالاكانسترو ريجيانا كلاعب هجوم خلفي. يحمل الرقم 5. يبلغ طوله 5 قدم 11 بوصة (1.8 م).

## المسيرة الاحترافية
لعب مع شياولياي في موسم 2013–2014، ثم لعب مع نادي لوفين براونشفايغ لكرة السلة في موسم 2015–2016، ثم لعب مع بالاكانسترو ريجيانا في الدوري الإيطالي في سنة 2015.

## روابط خارجية
- ديريك نيدام على موقع الاتحاد الدولي لكرة السلة (الإنجليزية)
- ديريك نيدام على موقع كرة السلة الأوروبية.كوم (الإنجليزية)
- ديريك نيدام على موقع كلية كرة السلة في سبورتس رفرنس.كوم (الإنجليزية)
- ديريك نيدام على موقع ريلجم (الإنجليزية)
- ديريك نيدام على موقع بروبوليرز (الإنجليزية)
- ديريك نيدام على موقع سبورتس رفرنس (الإنجليزية)